# Neurothemis decora
Neurothemis decora is een libellensoort uit de familie van de korenbouten (Libellulidae), onderorde echte libellen (Anisoptera).
De wetenschappelijke naam Neurothemis decora is voor het eerst geldig gepubliceerd in 1866 door Kaup in Brauer.